# Heleodromia wagneri
Heleodromia wagneri är en tvåvingeart som beskrevs av Niesiolowski 1986. Heleodromia wagneri ingår i släktet Heleodromia och familjen Brachystomatidae.
Artens utbredningsområde är Polen. Inga underarter finns listade i Catalogue of Life.